# 馬拉市

馬拉市（西班牙語：Municipio Mara），是委內瑞拉的一個市，位於該國西北部蘇利亞州，首府設立於聖拉菲爾德爾莫漢，始建於1989年，面積3,312平方公里，海拔高度1米，2011年人口207,221，人口密度为每平方公里大约62.57人。